# J. Hale Sypher
Jacob Hale Sypher, född 22 juni 1837 i Perry County i Pennsylvania, död 9 maj 1905 i Baltimore i Maryland, var en amerikansk politiker (republikan). Han var ledamot av USA:s representanthus 1868–1869 och 1870–1875.
Syphers grav finns på Arlingtonkyrkogården.